# Lilou Fogli
Pour les articles homonymes, voir Fogli.
Lilou Fogli, née le 9 mars 1981 à Marseille, est une actrice et scénariste française.

## Biographie
D'origine Italienne, Lilou Fogli naît à Marseille. Après un bac + 6 en finance[Quoi ?] et 1 an chez LVMH, elle décide de changer de carrière. Elle est diplômée avec les honneurs de l’Actors Studio Drama School à New York en 2007, après trois années d’études ; elle s’installe à Paris la même année pour exercer son métier de comédienne. Elle est parfaitement trilingue (français, anglais et espagnol), joue du piano pendant 12 ans, skie en compétition et danse la salsa.
Elle représente la marque de cosmétique Château Berger qu’elle a créée avec sa mère et sa sœur.
Après quatre ans de relation, le 30 août 2013, elle épouse le comédien Clovis Cornillac. Ils ont un enfant, Nino, né le 28 mai 2013. Ils sont tous deux férus de sport en tous genres.
En 2015, sort le premier film de son mari intitulé Un peu, beaucoup, aveuglément, dont Lilou Fogli coécrit le scénario.

## Filmographie

### Cinéma

#### Longs métrages
- 2006 : Pur Week-end d’Olivier Doran
- 2007 : Sans état d'âme de Vincenzo Marano
- 2009 : Victor de Thomas Gilou : L'hôtesse
- 2010 : Le Baltringue : l'assistante de Guy
- 2015 : Un peu, beaucoup, aveuglément de Clovis Cornillac : Charlotte
- 2016 : Des Portoricains à Paris de Ian Edelman : Sarah
- 2016 : Brice 3 de James Huth : fille cassée par Brice
- 2018 : Belle et Sébastien 3 : Le Dernier Chapitre de Clovis Cornillac : Lisa
- 2019 : Donne-moi des ailes de Nicolas Vanier : Diane
- 2019 : Le meilleur reste à venir de Matthieu Delaporte et Alexandre de La Patellière
- 2020 : Les Vétos de Julie Manoukian : Nath
- 2021 : C'est magnifique ! de Clovis Cornillac : Nathalie

#### Courts métrages
- 2005 : 1+1=3 de Zachary Daniels
- 2008 : Une histoire louche de Rudi Rosenberg

### Télévision
- 2007 : Vérités assassines - EP. 1 ET 2, d’Arnaud Sélignac FRANCE 2, Rôle Cécile
- 2007 : Brigade Navarro, de Philippe Davin TF1, Rôle Julie Chevalier
- 2007 : Les Bleus, premiers pas dans la police, de Patrick Poubel M6, Rôle Sabine Lefort
- 2007 : Pas de secrets entre nous - EP. PILOTE M6
- 2007 : Poison d'avril, de William Karel
- 2008 : Payet Vidéo - épisode « Girl Next Door » M6 Pilote de Dominique Farrugia, Rôle Juliette
- 2008 : Adresse inconnue - EP. 8 Retour de flamme de Alain Wermus FRANCE 3, Rôle Claudia/Aurélie Fontaine
- 2008 : Un singe sur le dos, de Jacques Maillot ARTE
- 2009 : Bulles de Vian, de Marc Hollogne ARTE
- 2009 : Braquo, de Olivier Marchal, Frédéric Schoendoerffer (CANAL +), Rôle Sara
- 2009 : Tombé sur la tête, de Didier Albert TF1, Rôle Aliénor
- 2010 : Légende de sang, de Julien Seri, Rôle Anaïs
- 2010 : Mes amis, mes amours, mes emmerdes..., de Jérôme Navarro, Rôle Sabine
- 2012 : Des soucis et des hommes de Christophe Barraud, série sur FRANCE 2, Rôle principal féminin Karine
- 2015 : Le Zèbre, de Frédéric Berthe : Valérie
- 2016 : WorkinGirls (série de Canal+) : Angela Sinclair
- 2018 : Vivre sans eux, de Jacques Maillot : Solène Mauclair
- 2018 : Mike (série de OCS) de Frédéric Hazan et Max Boublil : Juliette
- 2022 : I3P de Jeremy Minui : Soeur Pascale
- 2022 : Après le silence de Jérôme Cornuau : Sophie Raynaud

### Scénariste
- 2015 : Un peu, beaucoup, aveuglément (idée originale, scénario, adaptation et dialogues) : long métrage réalisé par Clovis Cornillac
- 2017 : MILF (script doctoring): long métrage réalisé par Axelle Laffont
- 2019 : Donne-moi des ailes (adaptation et dialogues) : Long métrage réalisé par Nicolas Vanier
- 2020 : C'est magnifique ! (scénario, adaptation et dialogues) : long métrage réalisé par Clovis Cornillac
- 2022 : Tempête de Christian Duguay

## Théâtre
- 2000 : The Hostage, mise en scène James Donadio
- 2003 : The seagull, mise en scène Elizabeth Kemp
- 2004 : Children's hour, mise en scène Susan Aston
- 2004 : A doll's house, mise en scène Susan Aston
- 2004 : Roméo et Juliette, mise en scène Joseph Strick
- 2005 : Danny and the deep blue sea, mise en scène Ron Leibman
- 2005 : The maids, mise en scène Gene Lasko
- 2007 : Jupe obligatoire de Nathalie Vierne, mise en scène Nathalie Vierne Théâtre du Petit Gymnase ; Prix du Public au Raimu 2008
- 2008–2010 : Hors piste d’Éric Delcourt, mise en scène Éric Delcourt et Dominique Deschamps Théâtre de la Renaissance (2008), Théâtre du Splendid (2009), Comédie Bastille (2010), en tournée (2010)
- 2011 : Hors piste aux Maldives (pièce de théâtre) d’Éric Delcourt, mise en scène Éric Delcourt et Dominique Deschamps Théâtre Fontaine
- 2018 : Le Prénom, de Matthieu Delaporte et Alexandre de La Patellière, mise en scène Bernard Murat, Théâtre Édouard-VII
- 2025 : Mur Mure de Lilou Fogli, mise en scène Jérémie Lippmann, théâtre de la Michodière

## Publicité
- 2012 : Campagne publicitaire pour la marque de cosmétique Château Berger